# 中国人民解放军空军大连航空医学鉴定训练中心
中国人民解放军空军大连航空医学鉴定训练中心，位于辽宁省大连市，隶属中国人民解放军北部战区空军后勤部。

## 简介
空军大连航空医学鉴定训练中心的前身是1953年成立的中国人民解放军空军大连疗养院。自成立后直到2009年，空军大连疗养院先后完成12万人次的疗养保健任务，完成了抗美援朝特级战斗英雄群体、中国航天员大队、空军八一飞行表演大队、中国第一次参加跨国军事演习的航空兵部队等的疗养任务，完成了8.5万多名飞行人员的体检鉴定任务。
2009年7月，都江堰、杭州、大连、青岛、临潼五所疗养院统一由各大军区联勤部转隶各大军区空军后勤部，成立5个航空医学鉴定训练中心，构建为“空军总医院、空军航空医学研究所——区域性航空医学鉴定训练中心——航空兵部队卫生机构”三级航空医学鉴定训练体系。其中，2009年8月31日，中国人民解放军空军大连航空医学鉴定训练中心组建大会举行，中国人民解放军沈阳军区空军副司令员王国明少将，中共大连市委副书记里景瑞出席。大连航空医学鉴定训练中心隶属沈阳军区空军后勤部。大连航空医学鉴定训练中心还经常为周边农村村民免费体检。2016年，在深化国防和军队改革中，转隶中国人民解放军北部战区空军后勤部。